# شهرک نو
شهرک نو جماعت و شهرکی در شمال غربی تاجیکستان است که در ناحیهٔ اسپیتمن ولایت سغد قرار دارد. جمعیت این جماعت ۲۳٬۵۷۸ نفر است.